# Omia cyclopea
Omia cyclopea är en fjärilsart som beskrevs av Graslin 1836. Omia cyclopea ingår i släktet Omia och familjen nattflyn. Inga underarter finns listade i Catalogue of Life.